# Witold Pyrkosz
Witold Pyrkosz, né le 24 décembre 1926 à Krasnystaw (Voïvodie de Lublin) et mort à Varsovie le 22 avril 2017,, est un acteur polonais de théâtre, cinéma et télévision,. Il travaille également dans le doublage des films et dessins animés.

## Biographie
Diplômé de l'École nationale supérieure de théâtre Ludwik Solski en 1954, Witold Pyrkosz devient acteur du Théâtre Stefan Żeromski de Kielce (pl). Il y apparaît pour la première fois sur scène dans le rôle de Janek Topolski dans Lekkomyślna siostra de Włodzimierz Perzyński, adaptée par Tadeusz Kubalski. Son début cinématographique a lieu en 1956, dans le film de Jerzy Kawalerowicz L'Ombre (Cień), basé sur une nouvelle d'Aleksander Ścibor-Rylski, où il joue un membre du mouvement de résistance polonais. Plus tard, il jouera de nombreux rôles mémorables, notamment celui de Duńczyk dans la comédie criminelle Vabank réalisée par Juliusz Machulski. En 1964, il rejoint la troupe du Théâtre polonais de Wrocław (pl), où il restera pendant douze ans. L'acteur est également cofondateur et directeur du cabaret Dreptak (Wrocław). Sa popularité est si grande qu'il est choisi pour Złota Iglica, le prix des lecteurs du quotidien Słowo Polskie en 1967.
Décoré de la Croix du Mérite en 1974, il est fait chevalier de l'Ordre Polonia Restituta en 1984.
Witold Pyrkosz est lauréat du prix Telekamera (pl) du meilleur acteur (2005) et prix Złote Spinki [Bouton de manchette d'or] pour l'ensemble de sa carrière (2007), décernés par le magazine Tele Tydzień [La Semaine Télé].
Il reçoit la Médaille d'or du Mérite culturel polonais Gloria Artis en 2009.
Son livre de souvenirs Podwójnie urodzony, coécrit avec Anna Grużewska et Iza Komendołowicz, parait en 2009,.
À partir de 2000, Witold Pyrkosz incarne le chef de famille Mostowiak dans la série télévisée M jak miłość diffusée sur TVP 2,,.
Le 22 avril 2017, l'acteur meurt d'une pneumonie, après trois semaines d'hospitalisation. Il sera enterré le 28 avril, au cimetière de Góra Kalwaria, la ville où il habitait les vingt dernières années et dont il était élu membre du conseil du district.

## Filmographie

### Cinéma
- 1956 : L'Ombre de Jerzy Kawalerowicz : membre du mouvement de résistance polonais
- 1958 : Eroica d'Andrzej Munk : le musicien Kardas
- 1962 : Histoire de deux enfants qui volèrent la Lune de Jan Batory
- 1963 : Zacne grzechy de Mieczysław Waśkowski : Onufry Gęba
- 1965 : Le Manuscrit trouvé à Saragosse de Wojciech Has
- 1965 : Błękitny pokój de Janusz Majewski : neveu de l'anglais
- 1966 : Sublokator de Janusz Majewski
- 1968 : La Poupée de Wojciech Has : soumissionnaire
- 1969 : La Vénus d'Ille de Janusz Majewski : Artur
- 1970 : Znaki na drodze d'Andrzej Jerzy Piotrowski : le patron de garage
- 1978 : Sans anesthésie d'Andrzej Wajda : le successeur de Broński
- 1980 : La Constante de Krzysztof Zanussi : Mariusz
- 1981 : Vabank de Juliusz Machulski : Duńczyk
- 1981 : La Guerre des mondes (Wojna swiatów - nastepne stulecie) de Piotr Szulkin : le juge
- 1984 : Vabank 2 de Juliusz Machulski : Duńczyk
- 1987 : Kingsajz de Juliusz Machulski : Zenon Bombalina

### Télévision
- 1966 : Czterej pancerni i pies de Konrad Nałęcki et Andrzej Czekalski, série télévisée
- 1973 : Janosik de Jerzy Passendorfer, série télévisée : Jędruś Pyzdra
- 2000 : M jak miłość, série télévisée : Lucjan Mostowiak

## Doublage

### Cinéma
- 1950 : Cendrillon : le roi (dessin animé)
- 1995 : Rob Roy : duc d'Argyll
- 1997 : Hercule : Philoctetes (dessin animé)
- 1999 : Tarzan : professeur Archimedes Quincy Porter (dessin animé)
- 1999 : Toy Story 2 : Prospector (Papi Pépite) (dessin animé)
- 2001 : Qui peut sauver le Far West ? : chef des Shoshones
- 2002 : Chiens des neiges : Ernie
- 2003 : Le Manoir hanté et les 999 Fantômes : Ezra (voix originale Wallace Shawn)
- 2004 : La ferme se rebelle : Sam (voix originale Richard Riehle) (film d'animation)
- 2006 : Cars : Martin (voix originale Larry the Cable Guy) (film d'animation)
- 2007 : Lissi und der wilde Kaiser (en) : grand-père
- 2008 : Cars Toon : Martin (voix originale Larry the Cable Guy) (film d'animation)
- 2011 : Cars 2 : Martin (voix originale Larry the Cable Guy) (film d'animation)

### Télévision
- 1976 : Moi Claude empereur : Narcisse (mini-série)
- 1991 : Myster Mask : Commissaire Magret (voix originale Danny Mann) (série télévisée d'animation)
- 1991 : Titi et Grosminet mènent l'enquête : Flynn O’Casey, Sushi Chan, détective Nose, Angus McHarrrpagon, Willie - frère de Mémé, Rossi (série télévisée d'animation)
- 2001 : La Légende de Tarzan : Professeur Archimedes Quincy Porter (voix originale Jeff Bennett) (série télévisée d'animation)
- 2001 : Disney's tous en boîte : Roi, Philoctète (série télévisée d'animation)